# パナイティオス

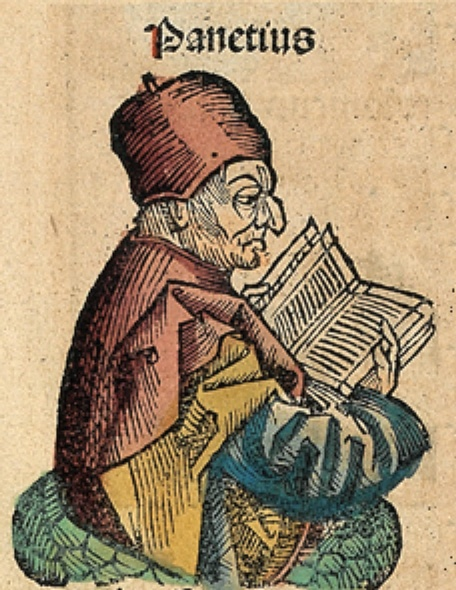
パナイティオス

パナイティオス（[pəˈniːʃiəs]; 希: Παναίτιος Panaitios 英: Panaetius、紀元前180年ごろ ‐ 紀元前109年ごろ）は、古代ギリシア・ヘレニズム期の哲学者。中期ストア派再興の祖。

## 人物
ロドス島出身。アテナイでバビロニアのディオゲネスとタルススのアンティパトロスに師事した。ローマに出てラエリウスや小スキピオと交流し、ローマ哲学におけるストア派の礎を築いた。その思想はキケロ『義務について』に影響を与えた。アテナイで没した。